# 8 × 50 mm R Mannlicher
Die Randpatrone 8 × 50 mm R (auch 8 mm Mannlicher, 8 mm Österreichische Ordonnanz oder 8 × 50 Steyr-Mannlicher) war eine österreichische Ordonnanzpatrone des späten 19. Jahrhunderts.

## Geschichte
Die Patrone wurde entwickelt, nachdem Frankreich mit der 8 × 50 mm R Lebel die erste Militärpatrone mit rauchschwacher Treibladung eingeführt hatte. Als Ausgangshülse wurde die Schwarzpulverpatrone 8 × 52 mm R verwendet und als M90 mit einem halb-rauchschwachen Pulver 1890 eingeführt. 1893 stand das komplett rauchschwache Pulver zur Verfügung und die mit diesem Pulver geladenen Patronen wurden als M93 bezeichnet.

## Einsatz

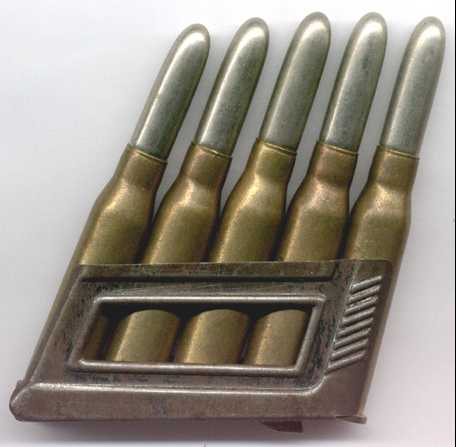
Laderahmen

Die 8 × 50 mm R wurde in allen Varianten der Mannlichergewehre M1890 und M1895 sowie in den Schwarzlose-MGs verwendet.

## Weiterentwicklung

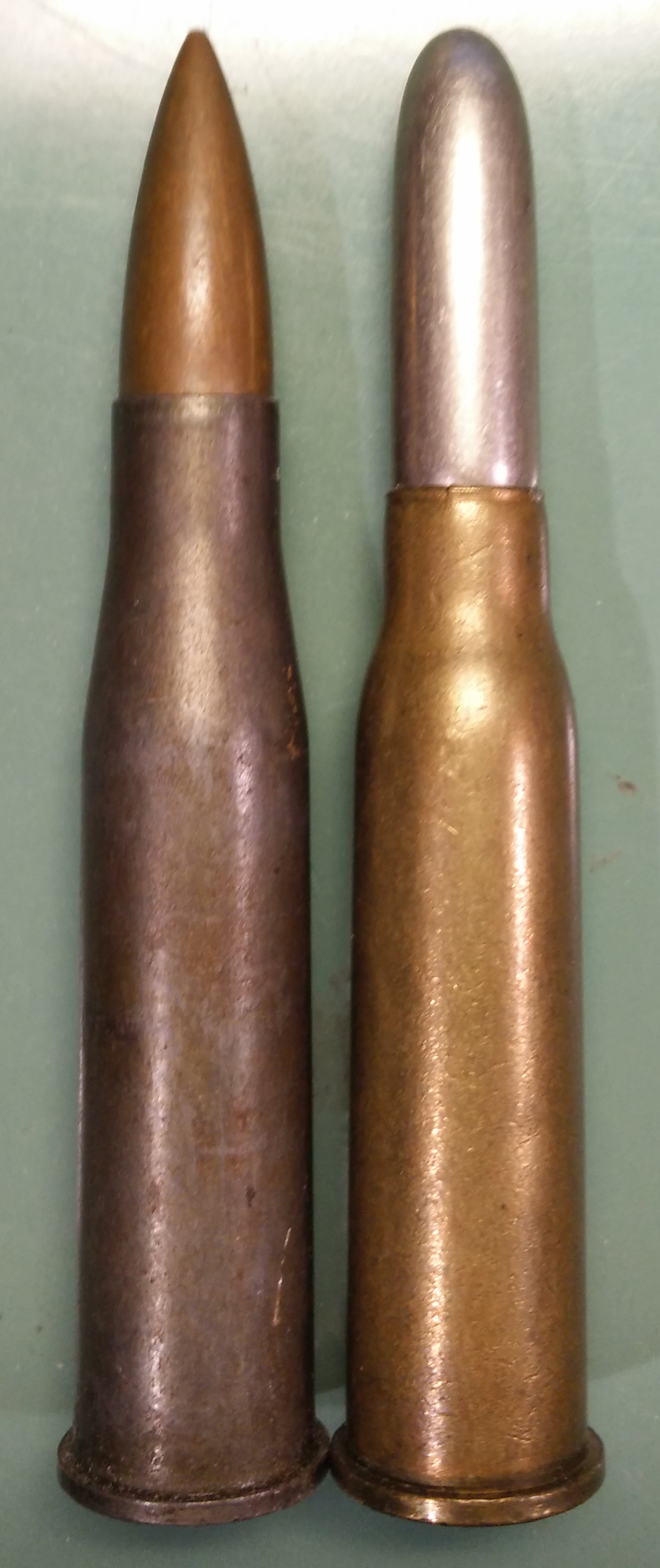
8 × 56 mm R (links), 8 × 50 mm R (rechts)

Nach dem Aufkommen aerodynamisch geformter Spitzgeschosse wurde die 8 × 50 mm R ebenfalls mit einem Spitzgeschoss versehen. Dieses Spitzgeschoss war kürzer als das alte Rundkopfgeschoss, weshalb die Hülse auf 56 mm verlängert werden musste. Da der Geschossboden durch seine aerodynamische Form nun nicht mehr in die Züge gestaucht wurde, musste ebenfalls der Geschossdurchmesser auf 8,35 mm vergrößert werden. Diese neue Patrone 8 × 56 mm R wurde 1930 als M30 eingeführt.